# Nūh
Nūh är en ort i Indien.   Den ligger i delstaten Haryana, i den norra delen av landet, 60 km söder om huvudstaden New Delhi. Nūh ligger 200 meter över havet och antalet invånare är 12 698.
Terrängen runt Nūh är platt österut, men västerut är den kuperad. Runt Nūh är det tätbefolkat, med 411 invånare per kvadratkilometer. Närmaste större samhälle är Bhiwadi, 18,2 km nordväst om Nūh. Trakten runt Nūh består till största delen av jordbruksmark.